# Windows 9x
Con il termine Windows 9x si è soliti indicare i sistemi operativi Windows 95, Windows 98 e Windows Me prodotti da Microsoft accomunati dal fatto di discendere da MS-DOS e dalle versioni di Windows a 16 bit. Talvolta erano chiamati anche Windows 4.x dalla versione di questi sistemi operativi.

## Descrizione
L'uscita di Windows 95 deluse le aspettative di un sistema a 32-bit per il grande pubblico: si trattava infatti di un sistema ibrido a 16/32-bit, nel quale molte parti del kernel erano ricavate direttamente da MS-DOS. Tuttavia questo permise di godere di molti vantaggi dei 32 bit su un sistema leggero, visto che poteva girare su processori 80386 con soli 4 MB di RAM.
Il problema più serio del tipico sistema Windows 9x era tuttavia l'instabilità del sistema operativo, causata principalmente da una non completa protezione della memoria e dalla presenza del supporto driver "universale" (incluso in Windows 9x per semplificare la configurazione dell'hardware agli utenti domestici), che di frequente causava conflitti di driver.
Microsoft commercializzò parallelamente i sistemi operativi della famiglia Windows NT, interamente a 32 bit e basati su un kernel completamente diverso e molto più stabile, ma che richiedevano potenze di calcolo troppo elevate per i computer degli anni novanta. Solo l'arrivo di Windows XP, nel 2001, appartenente alla famiglia NT, ha permesso di abbandonare il kernel di Windows 9x anche per i computer di fascia più bassa, che ormai disponevano di una potenza di calcolo più che sufficiente.
Nel 2001 il supporto di Windows 95 terminò, nel 2006 quello di Windows 98 e Me.

## Curiosità
- UMBPCI.SYS: Il programmatore tedesco Uwe Sieber sviluppò esclusivamente per i sistemi Windows 95 e 98, un gestore di memoria primaria alternativo, chiamato UMBPCI.SYS, che si affiancava al gestore standard di Windows 9x (EMM386), creando un sistema di gestione della memoria che consumava molta poca RAM e aveva una latenza bassa, permettendo così al sistema di essere più veloce e reattivo. Il software fu utilizzabile solo su specifici modelli di chipset e solo su specifici tipi di CPU.
- Nei registri Microsoft del 2000 vi fu una pagina dedicata ad un timido progetto per continuare questa linea, con nome in codice “Tiger”, cancellato dopo pochi mesi.